# Capricorn (A Brand New Name)
Capricorn (A Brand New Name) è un singolo del gruppo musicale statunitense Thirty Seconds to Mars, pubblicato il 23 luglio 2002 come primo estratto dal primo album in studio 30 Seconds to Mars.
Prodotto da Bob Ezrin, Brian Virtue e dagli stessi Thirty Seconds to Mars e scritto dal frontman Jared Leto, Capricorn (A Brand New Name) ricevette un riscontro positivo da parte della critica, la quale apprezzò la fusione di diversi generi musicali presente nella traccia. Il singolo raggiunse la posizione 31 della Mainstream Rock Airplay e debuttò nella top ten della Official Rock & Metal Chart. Il video musicale per il brano fu diretto da Paul Fedor ed è ambientato nel deserto della California.

## Registrazione
Prodotto da Bob Ezrin, Brian Virtue e dagli stessi Thirty Seconds to Mars, Capricorn (A Brand New Name), il brano di apertura dell'album, affronta temi riguardanti l'alienazione e l'identità. Secondo quanto dichiarato da Jared Leto, la traccia riguarda un desiderio di rinnovamento e «coinvolge le persone, piuttosto che sfidarle». Il musicista tuttavia affermò di voler consentire all'ascoltatore di assegnare il proprio significato al testo della canzone, sostenendo che l'interpretazione, da individuo a individuo, sia uno degli aspetti più interessanti della musica.
I Thirty Seconds to Mars preferirono considerare il brano come una piccola parte di un progetto più grande piuttosto che un singolo discografico. Leto affermò, «Volevamo creare un disco che fosse una raccolta di brani invece che una raccolta di singoli. Qualcosa che avesse coesione e una sorta di storia musicale, in modo che se ti piace una canzone, ti piace tutto il resto».

## Promozione
Capricorn (A Brand New Name) fu pubblicato il 23 luglio 2002 come primo singolo estratto da 30 Seconds to Mars. Precedentemente il brano apparve su un disco promozionale contenente anche la traccia End of the Beginning, distribuito dalla Immortal Records agli inizi del 2002. Il singolo pubblicato per il commercio contiene il brano inedito Phase 1: Fortification, prodotto dai Thirty Seconds to Mars e Brian Virtue, e il videoclip del singolo.
Il brano entrò nella Mainstream Rock Airplay alla posizione 40 il 7 settembre 2002, in seguito alla pubblicazione dell'album. Il singolo raggiunse la migliore posizione alla numero 31 il 5 ottobre, restando otto settimane in classifica. I Thirty Seconds to Mars eseguirono Capricorn (A Brand New Name) per la prima volta in televisione il 18 novembre 2002 durante il Last Call with Carson Daly. Il 19 gennaio 2008 il singolo e l'album da cui è tratto debuttarono per la prima volta nelle classifiche britanniche in seguito alla tappa europea del tour per A Beautiful Lie, il secondo album del gruppo. Il brano debuttò alla quarta posizione della Official Rock & Metal Chart, rimanendo cinque settimane in classifica.

## Accoglienza
Capricorn (A Brand New Name) ricevette recensioni generalmente positive da parte della critica musicale. Il critico Kenny Hammond giudicò il singolo «un brano dinamico di alto livello. Esso non solo esplora la frontiera musicale dei Thirty Seconds to Mars, ma anche l'estensione vocale di Leto. È il brano più forte presente nel disco e la sua produzione è a dir poco stellare». Concluse la recensione affermando che la canzone non dovrebbe impressionare solo i fan del rock, ma anche i fan di diversi generi musicali. Smiley Ben, scrivendo per BBC, affermò che «il gruppo consapevolmente supera i confini con brani come Capricorn (A Brand New Name) e produce una musica perfetta». Megan O'Toole del tabloid Gazette definì il pezzo «intensamente risonante».
Il critico Jay Gordon lodò il testo della canzone e descrisse il brano come «un'interessante fusione di nu metal, techno, new wave, sintetizzatori e cenni a innumerevoli altri stili». Simile fu la recensione di Johan Wippsson della rivista Melodic, che descrisse il brano come una «melodia meravigliosa in cui la fusione dei vari generi supera ogni confine». Amber Authier della rivista Exclaim! scrisse che i Thirty Seconds to Mars «approcciano con canzoni come Capricorn (A Brand New Name) in un modo unico».

## Video musicale
Il video venne diretto da Paul Fedor, il quale in precedenza aveva lavorato con Alice in Chains, P.O.D. e Adema. Jared Leto propose al regista un'idea circa dei ragazzi che sentono dei suoni provenienti dal sottosuolo. Fedor pensò subito a film come Koyaanisqatsi (1982) e Baraka (1992), e notò delle somiglianze al video Bullet with Butterfly Wings diretto da Samuel Bayer per i The Smashing Pumpkins nel 1995. Per rendere il video di Capricorn (A Brand New Name) differente, Fedor e i Thirty Seconds to Mars decisero di includere delle scene caratterizzate da una sommossa con la polizia.
Il video fu girato il 23 e il 24 maggio del 2002 nel deserto della California. Il caldo fu così insopportabile che il regista ebbe paura che la troupe avrebbe abbandonato il set. Durante le riprese, il chitarrista Solon Bixler colpì involontariamente Jared Leto in fronte con il manico della sua chitarra, procurandogli un grosso gonfiore, così il regista evitò di riprendere Leto troppo da vicino. Dopo due giorni di riprese, in tono scherzoso Fedor dichiarò di esser contento che nessuno fosse morto; il regista affermò, «questo video è stato il mio culmine, l'apice.. il giorno in cui sono diventato Erich von Stroheim».
L'incipit del video mostra un ragazzo che riesce a sentire dei suoni provenienti dal sottosuolo e ciò lo induce a scavare. Altre persone si uniscono a lui, creando una grande fossa nel terreno. I Thirty Seconds to Mars sono mostrati mentre eseguono il brano e altri sono intenti ad ascoltarli. Verso la fine del video, una squadra SWAT interviene sul posto e prende il controllo dell'area. L'anteprima del video si svolse il 6 agosto 2002 durante il programma Oven Fresh del network televisivo statunitense MuchMusic USA. Capricorn (A Brand New Name) è inoltre l'unico video in cui compare Bixler, il quale lasciò i Thirty Seconds to Mars l'anno seguente.

## Tracce
Testi e musiche di Jared Leto.
CD (Regno Unito)
1. Capricorn (A Brand New Name) (Radio Edit) – 3:37
2. Capricorn (A Brand New Name) (Album Version) – 3:53
3. Phase 1: Fortification – 4:58
4. Capricorn (A Brand New Name) (The Video) – 4:05

CD promozionale (Regno Unito)
1. Capricorn (A Brand New Name) (Radio Edit) – 3:37
2. Capricorn (A Brand New Name) (Album Version) – 3:52

CD promozionale (Stati Uniti)
1. Capricorn (A Brand New Name) (Radio Edit) – 3:37
2. Capricorn (A Brand New Name) (Album Version) – 3:52
3. Call Out Hook – 0:23

## Formazione
Hanno partecipato alle registrazioni, secondo le note di copertina di 30 Seconds to Mars:
Gruppo
- Jared Leto – chitarra, basso, sintetizzatore, voce, programmazione
- Shannon Leto – batteria

Altri musicisti
- Dr. Nner Tesy[23] – sintetizzatore aggiuntivo (traccia 1)

Produzione
- Bob Ezrin – produzione
- Brian Virtue – produzione, ingegneria del suono
- 30 Seconds to Mars – produzione
- Ben Gross – missaggio
- Tom Baker – mastering

## Classifiche
| Classifica (2002)             | Posizione massima |
| ----------------------------- | ----------------- |
| Stati Uniti (mainstream rock) | 31                |